# ستيف لاريمور
ستيف لاريمور (بالإنجليزية: Steve Larrimore) (مواليد 14 فبراير 1963) هو ملاكم باهاماسي، مثّل بلاده في الألعاب الأولمبية الصيفية 1984.

## روابط خارجية
ستيف لاريمور على موقع بوكس ريك (الإنجليزية) (registration required)
- ستيف لاريمور على موقع أوليمبيديا (الإنجليزية)